# One – Kagayaku Kisetsu e
One – Kagayaku Kisetsu e (jap. One ～輝く季節へ～, dt. „One – In eine strahlende Jahreszeit“), häufig kurz nur als One bezeichnet, ist ein Erogē und Ren’ai-Adventure, das von dem japanischen Spieleentwickler Tactics, einer Marke des Unternehmens Nexton, entwickelt wurde.
Es erschien am 26. Mai 1998 für Windows 95 auf dem PC als CD-ROM und war der Nachfolger von Moon. Nach der Fertigstellung von One verließ ein großer Teil der Belegschaft den Entwickler Tactics und gründete den Spieleentwickler Key. Dadurch wird es als Vorgänger von Kanon angesehen, obwohl mit One2 – Eien no Yakusoku (One2 ～永遠の約束～) die echte Fortsetzung erschien. Auf Grundlage des Spiels entstanden mehrere Adaptionen. zu denen auch zwei OVAs mit einem Umfang von vier und drei Folgen gehörten.

## Spielmechanik
One benötigt, wie für Ren’ai-Adventure üblich, nur eine geringe Interaktion vom Spieler, der die meiste Zeit mit dem Lesen der angezeigten Texte beschäftigt ist. Die Präsentation wird durch Hintergrundgrafiken der Szenen, Charaktere im Manga-Stil und eine der Situation angepasste Hintergrundmusik unterstützt. Der Spieler schlüpft dabei in die Rolle des Protagonisten, der sich hauptsächlich im Dialog mit den anderen Figuren befindet, aber auch seine inneren Gedanken und Gefühle preisgibt. In zeitlich variablen Abständen kann an Entscheidungspunkten aus mehreren Möglichkeiten (üblicherweise zwei oder drei) ausgewählt werden. Der Spieler lenkt damit die Handlung in eine gewisse Richtung und betritt einen der sechs Pfade, der sich jeweils mit einer der Heldinnen näher auseinandersetzt. Um alle Pfade beschreiten zu können, ist ein mehrmaliges Durchspielen erforderlich. Dabei ist es in der Originalfassung auch das Ziel, Sexszenen zu finden, bei denen Kōhei mit einer der sechs Heldinnen involviert ist.

## Entwicklung
Nach der Veröffentlichung des wenig erfolgreichen Moon., das einen geringeren Absatz fand als der Vorgängertitel Dōsei, wurde von den Mitarbeitern von Tactics der Auftrag erteilt, One zu entwickeln. Dabei wurde vorgegeben, dass eine Thematik im Umfeld einer Schule entworfen werden soll, um gute Verkaufszahlen zu garantieren. Hinzu kamen die Aufforderung, sich an dem von Leaf entwickelten Spiel To Heart zu orientieren, was sich in einer starken Ähnlichkeit bei den Dialogen am Spielanfang niederschlug.
Es wurde der Handlungsschwerpunkt der „Ewigen Welt“ eingeführt, die entsprechend den Anmerkungen im Artbook als Bühne für die Trennungen dienen sollte. Dies wird auch als Spitze des Eisberges angesehen, der den Streit zwischen den Entwicklern mit dem Management darstellen soll. Infolgedessen verließ ein Großteil der Entwickler, nach dem Abschluss von One, seinen Arbeitgeber und gründete den Spieleentwickler Key unter Visual Art’s.
Die Produktionsleitung übernahm YET11 und Jun Maeda übernahm die Gestaltung des Szenarios der Handlung, die er zusammen mit seinem späteren Nachfolger Naoki Hisaya ausarbeitete. Die künstlerische Leitung übernahm auch wie beim Vorgänger Itaru Hinoue, die auch zusammen mit Miracle Mikipon und Shinory die Computergrafiken gestaltete. Die Musik wurde hauptsächlich von OdiakeS und Shinji Orito komponiert und arrangiert, aber auch YET11 und Jun Maeda steuerten kleinere Teile der Musik bei.

### Konzeption
Die Geschichte spielt in der realen Welt der Menschen zu der parallel die „Ewige Welt“ der Träume existiert, die auch die „Welt des Todes“ genannt wird. Den Menschen gelingt es leicht in diese Parallelwelt zu entgleiten, was aber den Nebeneffekt hat, dass die Menschen der realen Welt sich bald nicht mehr an die entschwundene Person erinnern können. Eine solche Erinnerung, die an eine spezielle Verbundenheit zu einer Person in der realen Welt geknüpft ist, ist jedoch die Voraussetzung, dass Menschen aus der „Ewigen Welt“ wieder zurückkehren können. Im Falle der Rückkehr tauchen auch allmählich die verlorenen Gedanken der umgebenden Menschen wieder auf.
Beide Welten sind durch eine Form der Allegorie miteinander verbunden, so dass verschwindende Gefühle mit dem Sterben einer Person gleichgesetzt werden. Dadurch entstehen immer wieder emotionale Momente, die mit einer dramatischen Trennung und unerwarteten Wiedervereinigung einhergehen. Diese Art der Wiedergabe einer Handlung wurde von vielen nachfolgenden Ren’ai-Aventures aufgegriffen und als Nakigē (dt. etwa: „tränenreiches Spiel“) bekannt. Jun Maeda setzte dieses Element bewusst ein, um den Spieler „zu Tränen zu rühren“.
Dieses Konzept zweier paralleler Welten fand in vielen der nachfolgenden Spiele von Key Einzug und stammt aus der Feder des Szenarioschreibers Jun Maeda. So tauchen auch in Kanon und Clannad mit Ayu, Makoto und Fūko Figuren auf, die auf diesem Konzept beruhen. Die Ursprünge und das Aussehen dieser immer wieder als Motiv aufgegriffenen Welt werden nie näher erklärt. Shun Hikami merkte an, dass das Spiel selbst nur Hinweise auf die „Ewige Welt“ liefere.
In der Romanumsetzung geht Midori Tateyama einen Schritt weiter und verbindet die „Welt des Todes“ und die „Welt der Träume“ noch stärker miteinander. So stellte er die stillstehende Welt als Träume mit gefährlichen Auswirkungen dar.

### Orte
Die meiste Zeit verbringt der Spieler in einer Oberschule und deren zugehörigen Einrichtungen, auf dem Weg zu einem Park hinter der Schule, in der Wohnung des Protagonisten und auf dessen Schulweg. Dabei dienten reale Orte als Vorlagen, die zu einem zusammenhängenden Szenario verbunden wurden. So basiert der Park hinter der Schule auf dem Yamashita-Park von Naka-ku, Yokohama.

## Handlung
One erzählt die Geschichte des jungen Kōhei Orihara (折原 浩平, Orihara Kōhei). Schon früh verlor er seine beiden Eltern und wuchs im Haus seiner Großmutter heran. Er wurde Mitglied in einem Musikklub, hält sich aber aus allen anderen Aktivitäten heraus. Seiner Kindheitsfreundin Mizuka Nagamori (長森 瑞佳, Nagamori Mizuka) und der hinzugezogenen Rumi Nanase (七瀬 留美, Nanase Rumi) spielt er einen Streich nach dem anderen. Dennoch kümmert sich Mizuka sehr intensiv um Kōhei. Sie ist eine in Milch vernarrte Katzenliebhaberin und hat die Angewohnheit ihre Sätze mit dem Anhängen von -mon (モン) und -da yo (ダヨ) zu beenden. Rumi trainierte oft Kendō, musste diesen Sport aber mit Hüftproblemen aufgeben. Sie beschloss zu einem „echten Dienstmädchen“ zu werden und verhält sich den ihr umgebenden Personen entsprechend.
In der Schule lernt er die ältere Schülerin Misaki Kawana (川名 みさき, Kawana Misaki) kennen, die bei einem Unfall in der Grundschule ihr Augenlicht verlor. Bekannt als große Esserin kommt sie trotz ihrer Behinderung sehr gut in der Schule zurecht. Sie ist aber nicht die einzige Person mit einer Behinderung. Die junge und stumme Schülerin Mio Kōzuki (上月 澪, Kōzuki Mio) ist gezwungen sich mit Hilfe eines Notizblocks zu verständigen. Dennoch nimmt sie an den Aktivitäten der Schauspiel-AG und besitzt die Eigenschaften einer Dojikko (eines tollpatschigen, aber (dadurch) niedlichen Mädchens).
Zusammen besuchen sie Mayu Shiina (椎名 繭, Shiina Mayu) auf, die für ihr hitziges Temperament und ihre Zuneigung zu ihrem Frettchen Myū bekannt ist. Noch während des Besuchs verstirbt das Frettchen und hinterlässt eine tiefe Kerbe in ihrem Herzen. Um sie aufzumuntern bringt Kōhei sie dazu dieselbe Klasse wie seine Freunde zu besuchen. Dennoch gelingt es ihr nicht ihre Trauer über Myū abzulegen. So gerät sie bei kleineren Missgeschicken schnell außer Kontrolle und schreit unentwegt dessen Namen. Ihr Gegenpol ist die stille Akane Satomura (里村 茜, Satomura Akane), die ihren besten Freund an die „Ewige Welt“ verlor und seitdem beständig auf seine Rückkehr wartet. Trotz ihres depressiven Eindrucks hat sie Freude am Kochen, will sich aber auch von niemanden helfen lassen.
Als Kōheis junge Schwester stirbt beginnt auch er sich in die „Ewige Welt“ zurückzuziehen. Langsam beginnen die Leute um ihn herum seine Existenz zu vergessen. Als er es bemerkt ist es jedoch bereits zu spät und so beginnt er mit seiner Suche nach einer Person, die in der Lage ist sein Leben zu schützen. Dabei bringt er immer mehr seine Kindheitserinnerungen an seine Schwester mit denen an Mizuka durcheinander. Letztlich schafft er es einen dünnen Faden zu einer der weiblichen Heldinnen aufzubauen und wird somit vor dem Vergessen errettet.

## Veröffentlichungen
Das Spiel wurde erstmals am 26. Mai 1998 von Nexton sowohl in einer limitieren als auch in einer regulären Fassung für den PC auf CD-ROM veröffentlicht. Der limitierten Fassung wurde ein Original Soundtrack in Form einer zusätzlichen CD beigelegt. Beide Fassungen enthielten im Original noch keine Sprachausgabe der Charaktere. Eine als One – Kagayaku Kisetsu e Memorial Selection (ONE 〜輝く季節へ〜（メモリアルセレクション）) bezeichnete Neuauflage der ersten PC-Version wurde am 14. September 2000 von AI System zum halben Preis veröffentlicht.
Erst am 1. Januar 2003, fast vier Jahre nach der Veröffentlichung auf der PlayStation, wurde eine ebenfalls „vollständig vertonte“ – wie üblich im Genre unter Ausnahme des Protagonisten (hier Kōhei) – Version für den PC durch Nexton zum Kauf angeboten. Dieser folgte am 1. Juni 2007 eine auch an Windows Vista angepasste Nachbesserung, die bisher letzte Neuveröffentlichung des Spiels.

### PlayStation
Kindle Imagine Develop (KID) veröffentlichte am 1. April 1999 eine zensierte und für alle Altersklassen freigegebene Fassung, die für die PlayStation unter dem gekürzten Titel Kagayaku Kisetsu e erschien. Sony bestand auf die Umbenennung, um das Spiel klar von der Erogē-PC-Fassung unterscheidbar zu machen. Zur normalen Fassung wurde erneut eine zusätzliche limitierte Auflage angeboten. Beide Fassungen enthielten eine „vollständige“ Sprachausgabe der Figuren.

### Mobiltelefon
Am 9. Februar 2007 erschien eine Portierung von One für Mobiltelefone mit der Unterstützung von FOMA. One wurde dazu von NTT DoCoMo auf Java ME portiert. Eine weitere Umsetzung auf Mobiltelefone des Anbieters au wurde von KDDI erstellt und seit dem 1. März 2007 angeboten. Eine dritte Variante einer Mobilfunkumsetzung erschien ebenfalls für FOMA fähige Mobiltelefone von SoftBank Mobile am 2. Juli 2007.

## Adaptionen und verwandte Medien

### Light-Novel-Zyklus
Der japanische Schriftsteller Midori Tateyama setzte das Thema des Spiels in Form eines vierteiligen Light-Novel-Zyklus um, dessen einzelne Ausgaben vom 31. August 1998 bis zum 1. April 2000 bei Herausgeber Movic erschienen. Jedes der einzelnen Werke war auf eine der vier weiblichen Heldinnen Mizuka, Akane, Misaki und Rumi (in dieser Reihenfolge) fokussiert. Zur Illustration wurden Zeichnungen verwendet die keine Jugendfreigabe erhielten.

### Hörspielserie
Movic veröffentlichte im Zeitraum von 6. November 1999 bis zum 30. Januar 2000 drei Hörspiele auf CD.

### Original Video Animations
Auf der Grundlage des Spiels entstanden zwei Original Video Animations die von verschiedenen Studios erstellt wurden. Sie basieren auf unterschiedlichen Szenarien der Welt und entwickeln eigene Handlungsstränge.

#### One – Kagayaku Kisetsu e
In der ersten Anime-Umsetzung wird eine Gruppe von Schülerinnen verfolgt, die alle den Jungen Kōhei Orihara einst gekannt hatten, er jedoch spurlos aus ihren Leben verschwand. Nach und nach vergessen die Mädchen immer mehr von ihm. Nur seine Kindheitsfreundin Mizuka Nagamori kann sich durch das Versprechen, ihn nie zu vergessen, weiterhin an ihn erinnern.
Die vier Folgen umfassende Serie wurde von dem japanischen Anime-Studio KSS, unter der Regie von Yōsei Morino, produziert. Das Charakterdesign wurde von Jun Satō nach der Vorgabe des Spiels entworfen, dessen Gestaltung von Itaru Hinoue entworfen wurde. Jede der Folgen wurde einzeln auf DVD mit dem Regionalcode 2 vom 10. August 2001 bis zum 24. Mai 2002 veröffentlicht. Am 29. Februar 2008 wurden die vier Folgen auf einer DVD als DVD box set durch JSDSS zusammengefasst.

#### One – Kagayaku Kisetsu e: True Stories
Die zweite Anime-Adaption One – Kagayaku Kisetsu e: True Stories (One ～輝く季節へ～ True Stories) erzählte die Geschichte aus der Perspektive von Kōhei Orihara. Er baut in seiner Schulzeit eine tiefere Beziehung zu drei Mädchen in seiner Schule auf. Trotz seiner Beziehung zu den Mädchen, beginnen diese ihn aber langsam zu vergessen.
Produziert wurden die drei Folgen von dem japanischen Anime-Studio Cherry Lips. Regisseur Kan Fukumoto verfilmte das von Tetsuya Ōishi geschriebene Drehbuch. Erneut übernahm Jun Satō das Charakterdesign von Itaru Hinoue. Im Gegensatz zur ersten Umsetzung enthält True Stories auch Hentai-Szenen.
Die OVA wurde in Form von drei einzelnen DVDs vom 21. November 2003 bis zum 28. Mai 2004 in Japan veröffentlicht und von Media Blasters für den nordamerikanischen Raum lizenziert. Dort wurden die drei Folgen zusammen auf einer DVD am 16. August 2005 veröffentlicht.

### Original Soundtracks
Zu dem Spiel wurde am 6. Dezember 1998 der Original Soundtrack One – Kagayaku Kisetsu e / Soundtrack (ONE 〜輝く季節へ〜／サウンドトラック) veröffentlicht, der am 24. September 1999 in einer neu arrangierten Piano-Fassung One – Kagayaku Kisetsu e / Soundtrack II piano arrangement version (ONE 〜輝く季節へ〜／サウンドトラックII ピアノアレンジバージョン) erschien.
Am 24. Januar 2003 erschien das Album One – Kagayaku Kisetsu e: Arrange Soundtrack Sea Roars (ONE ～輝く季節へ～ アレンジサウンドトラック Sea Roars), das von A.N.I.Y.A arrangiert wurde und auf Stücken von Shinji Orito, Ishisan, M.S und Tsutomu Yoshizawa basierte. Es wurde von Nexton verlegt und wurde zusammen mit der ersten vollständig vertonten PC-Version des Spiels verkauft.

## Fortsetzung
Mit One2 – Eien no Yakusoku (One2 ～永遠の約束～) erschien am 26. April 2002 der offizielle Nachfolger von One. Auch in One2 wurde die „Ewige Welt“ thematisiert und detaillierter beschrieben. Jedoch unterscheiden sich beide Welten in einem gewissen Umfang, da Schreiber des Ursprungsszenarios zusammen mit einem Großteil der Belegschaft von Tactics seinen Arbeitgeber verließ. One2 wurde daher von BaseSon, einem weiteren Entwickler unter Nexton, erstellt und hatte personell kaum noch einen Bezug zu seinem Vorgänger.

## Rezeption
Die Charaktere von One tauchten immer wieder in Medien auf, die nicht direkt mit dem Spiel in Verbindung standen. So tauchten die sechs Heldinnen in dem Dōjin Game Eternal Fighter Zero von Twilight Frontier auf. In Kanon wurde Rumi Nanase in mehreren Episoden als Nebendarsteller verwendet.